# Johann Gottlieb Schubert
Johann Gottlieb Schubert(h) war ein deutscher Unternehmer. Er war Besitzer des Schubertshammers bei Schleiz und ab 1803 einer der beiden Besitzer des Hammerwerks Carlsfeld und der Weitersglashütte sowie des Bergwerks Vier Gesellen am Auersberg im sächsischen Erzgebirge.

## Leben
Er stammte aus Schleiz im Fürstentum Reuß, wo er als Kaufmann wirkte. Am 25. November 1803 erwarb er gemeinsam mit Conrad Ludwig Jähring von Waldungen aus Greiz das Hammerwerk Carlsfeld und die Weitersglashütte. 1804 kauften sie das Bergwerk Vier Gesellen hinzu. Er wurde dadurch einer der bedeutendsten Hammerwerksbesitzer des Westerzgebirges.
Nachdem Hammerwerk und Flecken Carlsfeld sowie Weitersglashütte aufgrund finanzieller Schwierigkeiten 1811 öffentlich zur Versteigerung ausgeschrieben worden waren, kam es 1819 zur endgültigen Übergabe dieser Besitzungen in anderer Hände. Daraufhin verließ Schubert das Erzgebirge und zog nach Schleiz zurück, wo er seinen Lebensabend verbrachte.